# Locmariaquer
Locmariaquer (bret. Lokmaria-Kaer) – miejscowość i gmina we Francji, w regionie Bretania, w departamencie Morbihan.
Według danych na rok 1990 gminę zamieszkiwało 1309 osób, a gęstość zaludnienia wynosiła 119 osób/km² (wśród 1269 gmin Bretanii Locmariaquer plasuje się na 474. miejscu pod względem liczby ludności, natomiast pod względem powierzchni na miejscu 804.). 
Znajduje się tu dolmen neolityczny Les Pierres Plates.